# Ituri (provincie)
Ituri is een provincie van de Democratische Republiek Congo gelegen in het noordoosten van het land. Ituri ligt op de westelijke oever van het Albertmeer en de hoofdstad is Bunia.
De provincie grenst aan de buurlanden Oeganda en Zuid-Soedan en dankt haar naam aan de rivier de Ituri. Voor 2015 was Ituri een district van de toenmalige provincie Orientale.
Krachtens de constitutie van 2005 werd de provincie Orientale opgesplitst in de oorspronkelijke provincies waaruit zij bij de ambtelijke fusie van 1966 was samengesteld. De geplande datum was februari 2009, een datum die ruim werd overschreden. De provinciale herindeling ging uiteindelijk pas in juni 2015 in.
Ituri omvat vijf bestuurlijke gebieden (territoires), te weten: Aru (6740 km²), Djugu (8184 km²), Irumu (8730 km²), Mahagi (5221 km²) en Mambasa (36.783 km²). Aanvankelijk maakte de provinciehoofdstad Bunia deel uit van het territorium Irumu, maar werd er nadien uit losgemaakt.

## Geschiedenis
Ituri was van 1999 tot 2007 verwikkeld in een interetnisch conflict waarbij al meer dan 50.000 mensen zijn omgekomen en dat meer dan 500.000 mensen tot vluchteling heeft gemaakt. Onder groeperingen van de opstandelingen treft men de Forces armées du peuple congolais aan. Dit conflict, bekend als het Ituri-conflict, woedde tot 2007 door. Enkele leiders van bij het conflict betrokken groeperingen zijn aangeklaagd door en uitgeleverd aan het Internationaal Strafhof.
Nadien kende het gebied nog talrijke opflakkeringen van geweld. Eind 2021 verhevigden de conflicten, onder meer door inmenging van milities zoals CODECO en de jihadistische Allied Democratic Forces (ADF). Opnieuw ontstond een humanitaire noodsituatie, met duizenden vluchtelingen.
Vanaf 2022 waren ook de M23-rebellen actief in het gebied.  
* = een stadsprovincie